# Su e giù (film)
Su e giù è un film del 1965 diretto da Mino Guerrini.

## Trama
Film composto da quattro episodi:
- Il primo episodio: un marito provoca la fuga dell'amante della moglie, il quale si rifugia nella camera accanto.
- Il secondo episodio: un marito invita un'amica mentre la moglie non c'è.
- Il terzo episodio: un poveraccio sogna di vivere una fantastica avventura con una ragazza.
- Il quarto episodio: un nobile decaduto vince al gioco dopo essersi impadronito dell'orecchino della moglie di un industriale.